# Francis Momoh
Francis Momoh (Kaduna, 25 marzo 2001) è un calciatore nigeriano, attaccante dell'LNZ Čerkasy.

## Carriera
Cresciuto calcisticamente in patria nelle giovanili dell'Heartland, l'8 gennaio 2019 si è trasferito agli svizzeri del Grasshoppers. Il 5 ottobre successivo ha esordito in Challenge League, giocando l'incontro vinto per 3-0 contro il Wil. Rimasto fuori per l'intera stagione 2020-2021, debutta nella massima divisione svizzera il 7 agosto 2021, giocando l'incontro vinto per 3-1 contro il Losanna. Il 28 ottobre 2021 prolunga il suo contratto fino al 2024.

## Statistiche

### Presenze e reti nei club
Statistiche aggiornate al 22 maggio 2022.
| Stagione        | Squadra         | Campionato      | Campionato | Campionato | Coppe nazionali | Coppe nazionali | Coppe nazionali | Coppe continentali | Coppe continentali | Coppe continentali | Altre coppe | Altre coppe | Altre coppe | Totale | Totale |
| Stagione        | Squadra         | Comp            | Pres       | Reti       | Comp            | Pres            | Reti            | Comp               | Pres               | Reti               | Comp        | Pres        | Reti        | Pres   | Reti   |
| --------------- | --------------- | --------------- | ---------- | ---------- | --------------- | --------------- | --------------- | ------------------ | ------------------ | ------------------ | ----------- | ----------- | ----------- | ------ | ------ |
| 2019-2020       | Grasshoppers    | ChL             | 7          | 0          | CS              | 0               | 0               |                    | -                  | -                  |             | -           | -           | 7      | 0      |
| 2020-2021       | Grasshoppers    | ChL             | 0          | 0          | CS              | 0               | 0               |                    | -                  | -                  |             | -           | -           | 0      | 0      |
| 2021-2022       | Grasshoppers    | ASL             | 25         | 4          | CS              | 2               | 1               |                    | -                  | -                  |             | -           | -           | 27     | 5      |
| Totale carriera | Totale carriera | Totale carriera | 32         | 4          |                 | 2               | 1               |                    | -                  | -                  |             | -           | -           | 34     | 5      |

## Palmarès

### Club

#### Competizioni nazionali
- Challenge League: 1

Grasshoppers: 2020-2021